# Rufio Pretestato Postumiano
Rufio Pretestato Postumiano (latino: Rufius Praetestatus Postumianus; fl. 448) è stato un politico romano dell'Impero romano d'Occidente.

## Biografia
Era il figlio di Flavio Avito Mariniano e di Anastasia, e Rufio Vivenzio Gallo era probabilmente suo fratello.
La sua carriera è attestata da un'iscrizione (CIL VI, 1761), ritrovata a Roma, secondo la quale fu:
- quaestor candidatus, cioè per scelta imperiale,
- pretore urbano,
- tribunus et notarius praetorianus,
- due volte praefectus urbi e
- console, nel 448.